# Критська школа

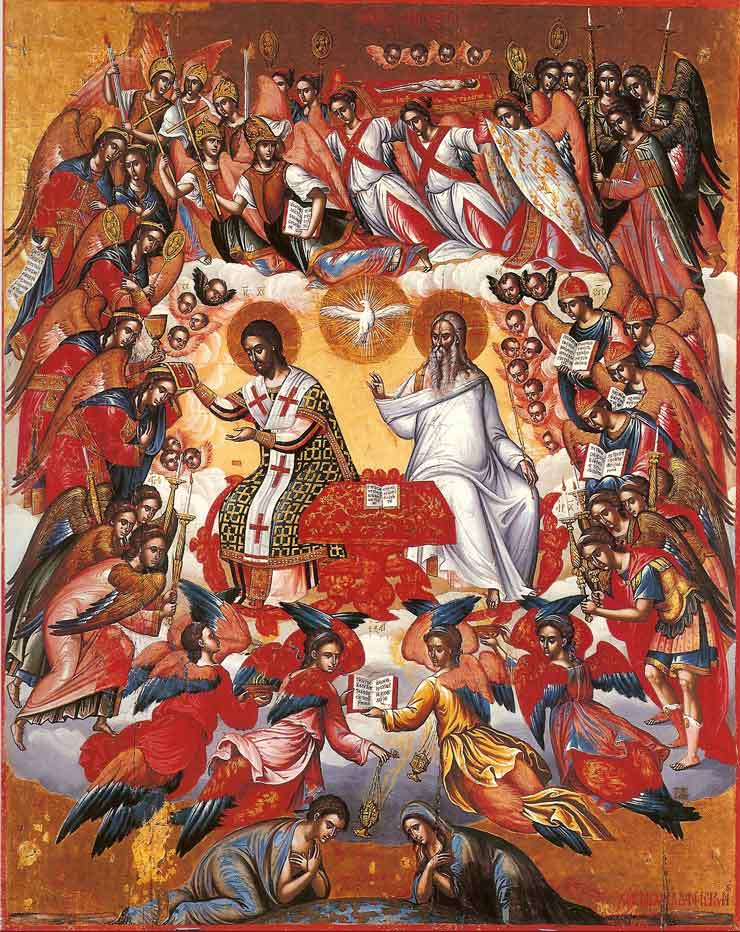
Свята літургія Михайла Дамаскіна

Критська школа — напрямок так званого пост-візантійського мистецтва, що зберігав візантійський тип, використовуючи елементи італійського живопису. Критська школа іконопису вважається найвищим щаблем розвитку візантійського іконопису.
Найвидатнішим майстром цієї школи вважається Феофан Стрелитзас Бафа, відомий також як Феофан Критський.
Іншим всесвітньо відомим художником критської школи був Доменікос Теотокопулос (1541 р.), що навчався у славетного іконописця Михайла Дамаскіна та уславився під іменем Ель Ґреко.